# 约翰·亚当斯·摩根
约翰·亚当斯·摩根（英語：John Adams Morgan，1930年9月17日—2025年2月6日），男，美国帆船运动员。他曾代表美国参加1952年夏季奥林匹克运动会帆船比赛，获得一枚金牌。